# 이태호 (축구 선수)
이태호(1991년 3월 16일 ~ )은 대한민국의 축구 선수다. 포지션은 센터백이며,  이주영이라는 이름을 쓰다가 2018년 현재 이름으로 개명하였다.

## 축구인 경력

### 선수 경력
2013년 성균관대학교를 떠나 몬테디오 야마가타에 입단하였다. 3월 3일 에히메 FC와의 원정 경기에 데뷔하였다. 데뷔 시즌 리그 42경기 중 28경기에 출전하였다.
2015년 천안시청에 입단하였다. 2015년 3월 21일 열린 김해시청 축구단과의 리그 경기에서 천안 입단 이후 첫 골을 기록했다. 하지만 이주영은 6개월 여 만에 팀을 떠났다.
2015년 8월 도치기 SC에 입단하였다.
2018시즌을 앞두고 강원 FC에 입단했다.
2020시즌을 앞두고 K리그2의 부천 FC 1995로 이적했다.

### 대표팀 경력
2011년 대한민국 U-20 대표팀 소속으로 FIFA U-20 월드컵에 출전하였다.
2014년 8월 14일 발표된 2014 아시안 게임에 출전하는 U-23 대표팀 최종 엔트리에 이름을 올렸다.